# Abietinsäure
Abietinsäure (von lat. abies „Tanne“) ist eine Harzsäure, also Bestandteil des Baumharzes. Abietinsäure gehört zur Stoffgruppe der tricyclischen Diterpen-Carbonsäuren. Die Ester und Salze der Abietinsäure heißen Abietate.

## Vorkommen

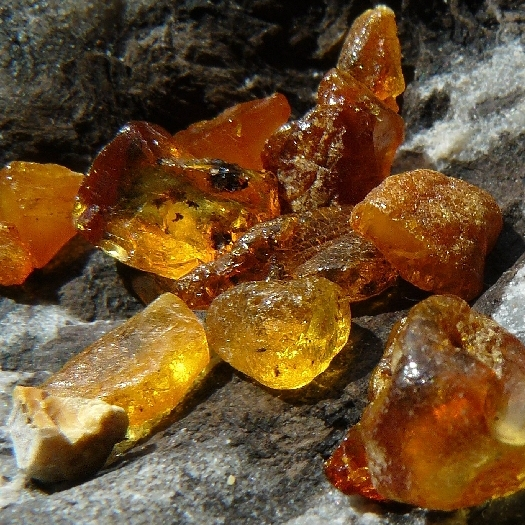
Baltischer Bernstein

Die  optisch aktive Abietinsäure ist Hauptbestandteil des Kolophoniums. Derivate der Abietinsäure bilden die Grundsubstanz des Bernsteins.

## Gewinnung
Erhitzt man Kiefernharze in geschlossenen Kesseln auf über 100 °C, so destillieren Wasser und Terpentinöl über, während die im Kessel zurückbleibende Schmelze bei der Abkühlung zu einer glasartigen Masse – Kolophonium genannt – erstarrt, deren Hauptbestandteil (bis zu 90 Prozent, durchschnittlich aber nur um 43 Prozent) die Abietinsäure einschließlich verschiedener Isomere (Neoabietinsäure, Levopimarsäure und weitere) ist.

## Eigenschaften
Reine Abietinsäure ist farblos, kommerziell erhältlich meist ein gelblicher, glasig erstarrter, teilkristalliner Festkörper mit einem Schmelzbereich von 172 bis 175 °C. Abietinsäure ist wasserunlöslich, löst sich aber gut in  Alkohol, Aceton, Ether, Benzol und Eisessig. Abietinsäure und vor allem ihre Oxidationsprodukte sind Kontaktallergene.

## Verwendung
Abietinsäure wird (als geschmolzenes Kolophoniumharz) mit Maleinsäureanhydrid umgesetzt und danach mit Polyalkoholen verestert. Die entstehenden Kunstharzpolyester finden Verwendung in Druckfarbenharzen.
Abietinsäure dient auch als Zusatzstoff bei der Milchsäure- und Buttersäure-Gärung (biotechnologische Herstellung dieser Säuren).